# Эвкалипт белодревесный
Эвкалипт белодревесный (лат. Eucalyptus leucoxylon) — вечнозелёное дерево, вид рода Эвкалипт (Eucalyptus) семейства Миртовые (Myrtaceae).

## Распространение и экология
В природе ареал охватывает южную и юго-восточную часть Австралии.
Хорошо растёт на склонах или равнинах, на довольно плотной, влажной почве с глинисто-сланцевым подпочвенным горизонтом и в местностях с годовыми осадками в 500—700 мм. Самых крупных размеров достигает по долинам на глубоких аллювиальных почвах.
Во взрослом состоянии выдерживает кратковременное понижение температуры до −8… −7 °C без существенных повреждений. В молодом возрасте более чувствителен к морозам и при −7 °C отмерзает до корня.

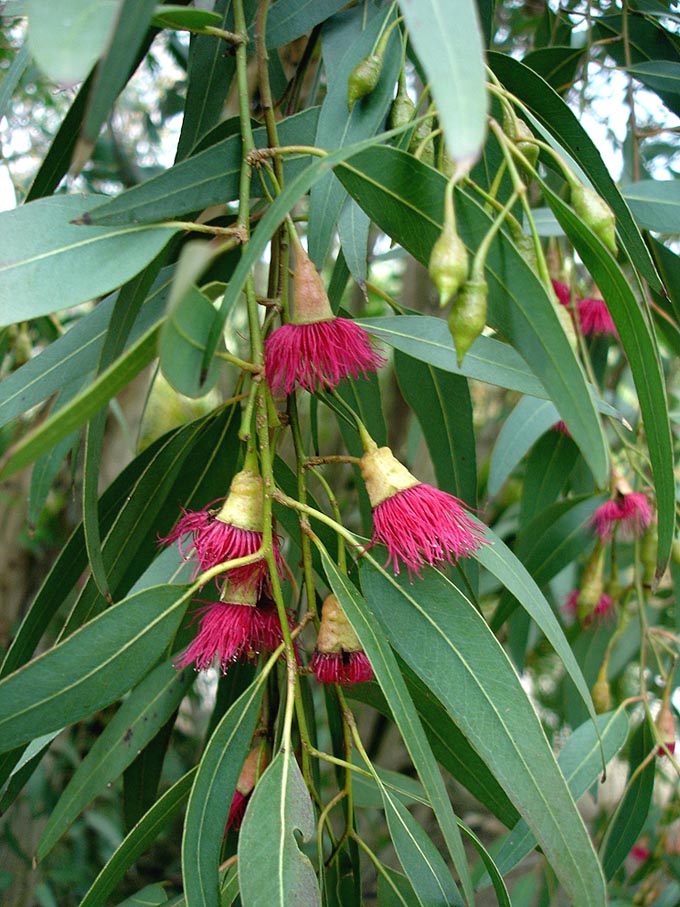
Ветка со взрослыми листьями и цветками.

## Ботаническое описание
Кора грубая, остающейся в нижней части ствола и с гладкой, покрытой белыми и голубыми пятнами в верхней и на ветвях.
Молодые листья супротивные, в неопределенном количестве пар, сидячие или короткочерешковые, сердцевидные, округлые или широколанцетные, длиной 4—7 см, шириной 3—5,5 см, сизоватые. Взрослые — очерёдные, на черешках, ланцетные, длиной 7—15 см, шириной 2—3,5 см, тускло-зелёные или сизоватые.
Зонтики пазушные, 3-цветковые; ножки зонтиков сжатые или цилиндрические, длиной 10—15 мм; бутоны поникающие, яйцевидные, остроконечные или клювовидные, длиной 10 мм, диаметром 7 мм, с конусовидной или клювовидной крышечкой, равной или несколько длиннее трубки цветоложа; нити тычинок белые, розовые или малиновые; пыльники сросшиеся, клиновидные, усеченные, открывающиеся верхушечными щелями.
Плоды на ножках, яйцевидно-усеченные или почти грушевидные, длиной 10—15 мм, диаметром 9—11 мм, с тонким, плоским или скошенным диском и глубоко вдавленными створками.
На родине цветёт в мае — декабре; на Черноморском побережье Кавказа — в октябре — декабре.

## Значение и применение
Медонос.
Древесина светлая, прочная. Используется на столбы, шпалы, изготовление колес и в мебельном производстве.
Листья содержат эфирное эвкалиптовое масло (0,78 %).

## Классификация

### Представители
В рамках вида выделяют ряд подвидов и разновидностей:
Подвиды
- Eucalyptus leucoxylon subsp. bellarinensis Rule
- Eucalyptus leucoxylon subsp. connata Rule
- Eucalyptus leucoxylon subsp. leucoxylon
- Eucalyptus leucoxylon subsp. megalocarpa Boland
- Eucalyptus leucoxylon subsp. petiolaris Boland
- Eucalyptus leucoxylon subsp. pruinosa (F.Muell. ex Miq.) Boland
- Eucalyptus leucoxylon subsp. stephaniae Rule

Разновидности
- Eucalyptus leucoxylon var. angulata Benth.
- Eucalyptus leucoxylon var. erythrostema F.Muell. ex Miq.
- Eucalyptus leucoxylon var. leucoxylon
- Eucalyptus leucoxylon var. macrocarpa J.E.Br.
- Eucalyptus leucoxylon var. minor Benth.
- Eucalyptus leucoxylon var. pallens Benth.
- Eucalyptus leucoxylon var. pauperita J.E.Br.
- Eucalyptus leucoxylon var. pruinosa F.Muell. ex Miq.
- Eucalyptus leucoxylon var. purpurea H.M.Hall nom. dub.
- Eucalyptus leucoxylon var. rostellata Miq.
- Eucalyptus leucoxylon var. rubra Guilf. nom. dub.
- Eucalyptus leucoxylon var. rugulosa Miq.

### Таксономия
Вид Эвкалипт белодревесный входит в род Эвкалипт (Eucalyptus) подсемейства Миртовые (Myrtoideae) семейства Миртовые (Myrtaceae) порядка Миртоцветные (Myrtales).
|  |                                      |  |                                                             |                                                             |                    |  | ещё 13 семейств (согласно Системе APG II) | ещё 13 семейств (согласно Системе APG II)    |                                              |  |  |  | ещё 130 родов       | ещё 130 родов              |  |  |
|  |                                      |  |                                                             |                                                             |                    |  | ещё 13 семейств (согласно Системе APG II) | ещё 13 семейств (согласно Системе APG II)    |                                              |  |  |  | ещё 130 родов       | ещё 130 родов              |  |  |
|  |                                      |  |                                                             | порядок Миртоцветные                                        |                    |  |                                           |                                              | подсемейство Миртовые                        |  |  |  |                     | вид Эвкалипт белодревесный |  |  |
|  |                                      |  |                                                             | порядок Миртоцветные                                        |                    |  |                                           |                                              | подсемейство Миртовые                        |  |  |  |                     | вид Эвкалипт белодревесный |  |  |
|  | отдел Цветковые, или Покрытосеменные |  |                                                             |                                                             | семейство Миртовые |  |                                           |                                              | род Эвкалипт                                 |  |  |  |                     |                            |  |  |
|  | отдел Цветковые, или Покрытосеменные |  |                                                             |                                                             |                    |  |                                           |                                              |                                              |  |  |  |                     |                            |  |  |
|  |                                      |  | ещё 44 порядка цветковых растений (согласно Системе APG II) | ещё 44 порядка цветковых растений (согласно Системе APG II) |                    |  |                                           | ещё 1 подсемейство (согласно Системе APG II) | ещё 1 подсемейство (согласно Системе APG II) |  |  |  | ещё более 700 видов |                            |  |  |
|  |                                      |  |                                                             | ещё 44 порядка цветковых растений (согласно Системе APG II) |                    |  |                                           |                                              | ещё 1 подсемейство (согласно Системе APG II) |  |  |  |                     |                            |  |  |